# 亜硫酸ナトリウム
亜硫酸ナトリウム（ありゅうさんナトリウム、sodium sulfite）は無機化合物で亜硫酸のナトリウム塩。化学式はNa2SO3。多くの工業用途があり、褐色化防止、防腐剤として食品や化粧品に使われる。副作用に皮膚炎や蕁麻疹、アレルギーがあり、喘息における気管支収縮の誘発や皮膚症状の報告が多い。

## 用途
主にパルプ・紙工業で利用される。写真工業においては、現像液の酸化を防ぐ目的で保恒剤として、あるいは定着液（チオ硫酸ナトリウム）をフィルムなどから洗い流すのに使われる。織物工業では脱色剤、脱硫剤、脱塩素剤として、革製品業ではなめし液の亜硫酸化に、化学工業ではスルホン化やスルホメチル化試薬として用いられる。チオ硫酸ナトリウムを製造する際の原料でもある。
チオ硫酸ナトリウムと同様に単体ハロゲンをハロゲン化水素に変換する性質を持ち、写真の作成やプールの塩素濃度を減少させるのに使われる。
他に鉱石の浮遊選鉱法、オイルの回収、染料の製造、洗剤が挙げられる。アルデヒドとの反応により亜硫酸水素付加物を、ケトンとの反応によりスルホン酸を与える。アルデヒドやケトンの精製や単離に用いられることもある。
食品では、褐色化防止剤、酸化防止剤や保存料（防腐剤）として。ドライフルーツの退色を防いだり、肉類を保存する際の防腐剤、ワインの酸化防止剤としても使われる。
また化粧品の防腐剤として、化粧品のクリーム、ヘアカラー。
医薬品ではゲンタマイシン、メトクロプラミド、ドキシサイクリン、ジェネリックのプロポフォールに使われていることがある。
排煙脱硫の過程で二酸化硫黄 SO2 を吸収した洗浄液に含まれる。

## 安全性
1970年には副作用が報告されるようになり、亜硫酸ナトリウムが使われた食品からの摂取により、皮膚炎、蕁麻疹、紅潮、低血圧、腹痛や下痢、アナフィラキシーや喘息を起こすことがある。これらの報告の多くは、喘息における気管支収縮を誘発することについてで、経口、または外用の様々な形で生じ、喘息の人々の3-10%では呼吸症状の引き金となる。このためアメリカ食品医薬品局 (FDA) は1986年に新鮮な食品への添加を禁止し、また濃度が10ppmを超える場合には成分表示をする措置をとった。しかし、意図せず深刻な症状をきたしたという報告は続いている。
含有する化粧品や抗真菌薬、点眼薬などの使用によって、皮膚反応を起こすことがある。接触アレルギーでは、183名の3.8%の人に亜硫酸ナトリウムの陽性反応があり、ほとんどの場合、ピロ亜硫酸ナトリウムにも反応を示すため、アレルギーが判明した場合これらを含めた亜硫酸ナトリウム全体を避けることを医師は告げる必要がある。
試験管研究では免疫活性化を抑制し、マウスでは移植片血管症を悪化させた。

## 反応
弱めの酸とも反応して二酸化硫黄ガスを発生させる。
{\displaystyle {\ce {Na2SO3\ + 2 H^+ \ -> 2 Na^+ \ + H2O\ + SO2}}}
飽和水溶液のpHは約9である。溶液を空気にさらすと徐々に酸化されて硫酸ナトリウムとなる。室温以下で水溶液から再結晶させると7水和物が晶出し、これは温かく乾燥した空気中で風解する。7水和物の結晶も空気中で酸化されて硫酸塩を与えるが、無水物は空気に対しては比較的安定である。